# 石廟里
石廟里，舊稱「石廟仔」，位於台灣雲林縣土庫鎮中央偏東區域，西接大荖里，南鄰興新里、順天里，東接宮北里、虎尾鎮三合里，北與虎尾鎮芳草里、西屯、東屯里為鄰。由於鄰近台78線土庫交流道，且被納入土庫都市計畫區的一部分，使其農業土地逐漸轉型為住宅區，全境住宅林立，是土庫鎮的人口第一大里。境內有土庫鎮公所、土庫國中、石廟休閒公園等設施。

## 歷史

### 地名由來
石廟里舊稱「石廟仔」 ，相傳當地早期居民不多時，有一次的颱風飄來一顆石頭，居民將其雕刻為福德正神並蓋一間古老石廟供奉，故名。

### 行政區劃變遷
清治末期至日治初期該地區稱為「石廟仔庄」，隸屬於大坵田堡。該庄西接大荖庄，南鄰土庫庄、新興庄，東接三合庄，北與牛埔仔庄、大墩仔庄為鄰。
- 日治明治三十四年（1901年）11月，全台廢縣廳改設二十廳，該庄隸屬於斗六廳。[5]
- 明治三十六年（1903年）6月，該庄編入土庫區，仍在斗六廳下。[5]
- 明治四十二年（1909年）10月，合併二十廳為十二廳，土庫區改隸於嘉義廳，上屬行政單位依序為嘉義廳土庫支廳土庫區大坵田堡。[5][3]
- 大正九年（1920年），全台地方制度大改正，廢十二廳改設五州二廳，該庄改制並雅化為「石廟子」大字，隸屬於臺南州虎尾郡土庫庄。[5]
- 1943年10月，土庫庄升格為土庫街。

戰後土庫街改制為土庫鎮，隸屬於臺南縣，大字亦改制為里。1950年10月，雲、嘉、南分治，土庫鎮改隸屬雲林縣。

## 人口
根據雲林縣虎尾戶政事務所統計，1946年底石廟里人口計有619人，在當時是土庫鎮人口最少的里，而此情形持續至1967年4月為止。戰後初期至1970年代期間，石廟里的人口大致以每五年增加10%的速度成長，其後曾有二度趨緩的現象。進入21世紀後，石廟里人口有再次快速成長的趨勢，至2011年9月底時，石廟里已取代後埔里成為土庫鎮人口最多的里。2023年底石廟里人口的年齡結構中，幼年人口佔比約為16.89%，壯年人口佔比約為71.30%，老年人口佔比約為11.80%，老化指數約為69.88，是土庫鎮人口老化程度最低的里別。

## 聚落

### 農村型態
- 石廟子（tsio̍h-biō-á）：為本里信仰中心石廟所在，日治時期保正王光平居住在此聚落，並將車站設於聚落中名為老鼠墩之處。民國96年（2007年）時居民以種植水稻、花生為主業。[3][8]
- 溪心（khe-sim）：又稱頂溪心（tíng-khe-sim）或石廟子溪心（tsio̍h-biō-á khe-sim），與大荖里下溪心相對，位於下溪心之東北方，民國90年代（2001－2010年）時居民僅一二十戶且多老年人口，為多姓氏村落。[3][8]
- 小竹圍（sió-tik-uî）[9]

### 都市型態
- 復興（ho̍k-hing）：舊稱番仔堀（huan-á-khut）並有同名池塘，後填平。相傳清治時期有平埔族居住，民國57年（1968年）此地設立土庫國中時並改名，後又劃入都市用地，使此聚落成為里內人口最多區域。[3][8]
- 菜園（tshài-hn̂g）：又稱大菜園（tuā-tshài-hn̂g），因昔日為菜園得名，後被劃入都市用地，民國96年（2007年）時菜園與住宅區並存。[3][8]

## 設施
- 土庫鎮公所、土庫鎮民代表會：位於菜園聚落[9]
- 雲林縣立土庫國民中學：位於復興聚落[3]
- 石廟休閒公園[3]
- 保證責任雲林縣土庫養豬生產合作社：位於菜園聚落[3]
- 私立正大幼兒園：位於小竹圍聚落[9]

## 交通
省道快速公路台78線即「東西向快速公路－台西古坑線」，是雲林縣境內的東西向快速公路，大致以西向東轉西北西—東南東走向再轉西微南—東微北走向蜿蜒經過石廟子地區北部並經過高鐵高架橋下，且與鄉道雲97線交會處於土庫交流道。由此向西可前往元長、東勢、台西等地；向東可前往虎尾、斗南、古坑、高厝林子頭的東側端點（古坑端）並止於國道3號古坑系統交流道；亦可於雲林系統交流道轉接國道1號前往台灣西部南北各地。
縣道145號（建國路、林森路、中央路）是彰化縣埤頭鄉至嘉義縣六腳鄉港尾寮的道路，與縣道158甲線共線大致以東北東—西南西走向接近本地區東南部邊界外不遠處的土庫市區東側，其後轉南微東獨行再繞大彎轉西南西再轉西，經縣道145甲線路口轉西北西再轉西南微西遠離本地區南部。由該道路向東北東轉東北獨行後可前往虎尾、西螺、埤頭等地，向西南微西可前往元長、北港、六腳的港尾寮並止於省道台19線路口。
縣道158甲線（馬光路、復興路）是台西鄉崙子頂至南投縣竹山鎮桶頭的道路，大致以西北—東南走向轉北北西—南南東走向再轉西北—東南走向再轉西北微北—東南微南走向經過本地區，並經過高鐵高架橋下。由該道路向西北經省道台78線（東西向快速公路－台西古坑線）高架橋下後可前往馬公厝、褒忠中部、東勢北部、台西等地；向東南經土庫市區轉東北東可前往虎尾南端、斗南、古坑、竹山等地。
鄉道雲97線（復興路）是新莊仔（新庄子）至蕃仔堀的道路，其南側端點（終點）位於本地區中部偏東南的縣道158甲線路口（蕃仔堀聚落西側）。由此向北北東轉北北西，經高鐵高架橋下、省道台78線（東西向快速公路－台西古坑線）土庫交流道後轉北微東，經鄉道雲97-1線終點路口後出境，可前往大屯子西南部、牛埔子東部、大屯子西北部、新庄子並止於鄉道雲101線路口。
鄉道雲97-1線是芳草（牛埔子）至埔尾的道路，其東南側端點（終點）位於本地區北部近邊界地帶的鄉道雲97線路口（牛埔子地區埔尾聚落東北東郊）。由此向西出境後蜿蜒而行可經埔尾轉北前往牛埔子聚落並止於縣道158號舊線（民族路-大屯）路口。
鄉道雲98線（光復路）是潮洋厝至頂竹圍的道路，大致以西向東轉西北—東南走向經過本地區西南端，並經過高鐵高架橋下。由該道路向西可前往大荖、崙內、馬公厝西南部、潮洋厝並止於省道台19線路口（潮洋厝聚落北北東郊）；向東南可前往土庫與新興交界地帶並止於鄉道雲100線轉角路口（新興地區頂竹圍聚落東郊）。
鄉道雲98-1線是大荖至石廟仔的道路，其東側端點（終點）位於本地區中部偏東北的鄉道雲97線路口（石廟子聚落南郊的省道台78線土庫交流道旁）。由此向西北微西轉西微北，至路底轉南再轉西南，經縣道158甲線路口、頂溪心聚落後轉西南西，出境後轉西可前往大荖並止於鄉道雲98線路口。

## 圖片集

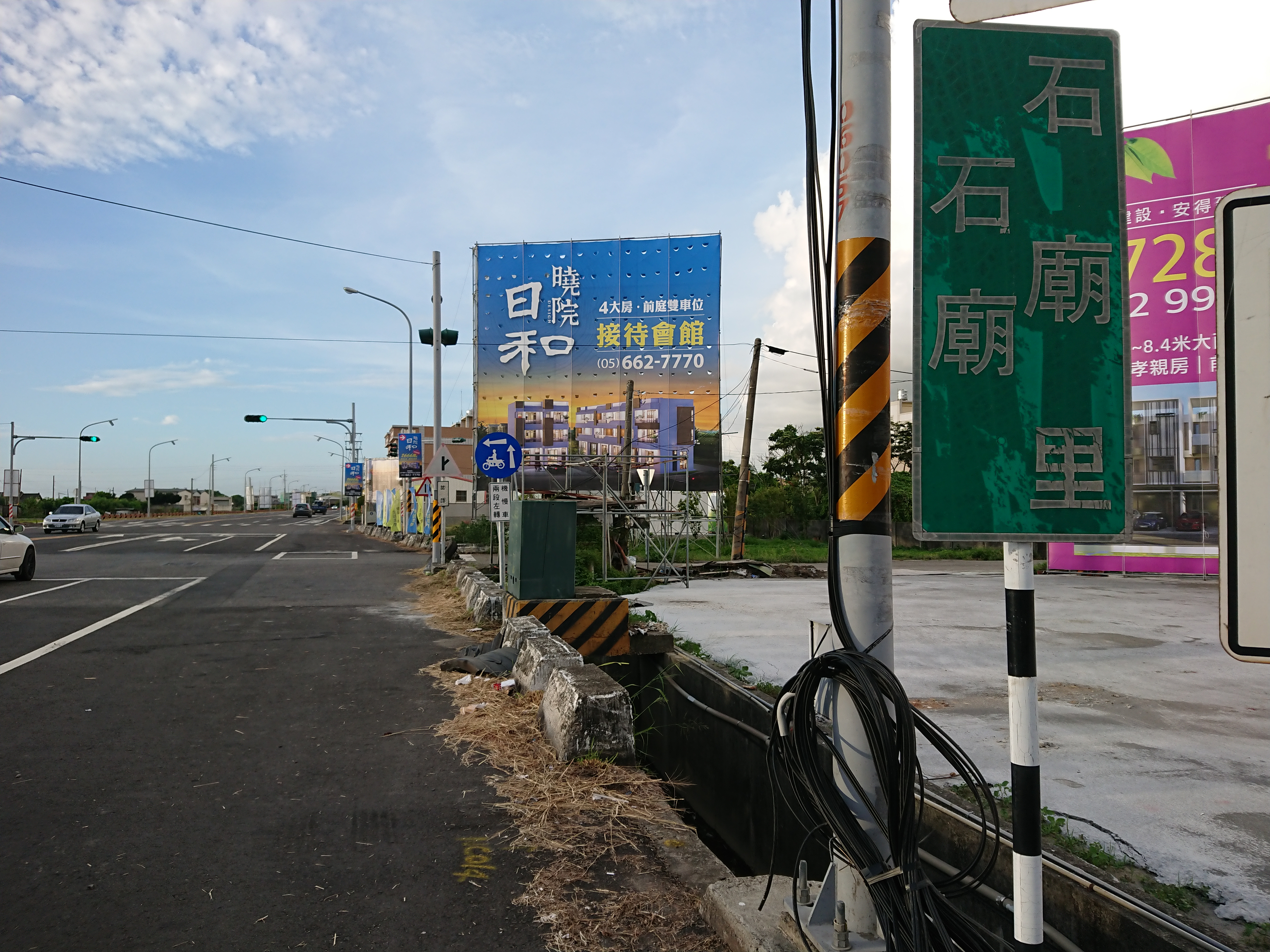
石廟子地名牌
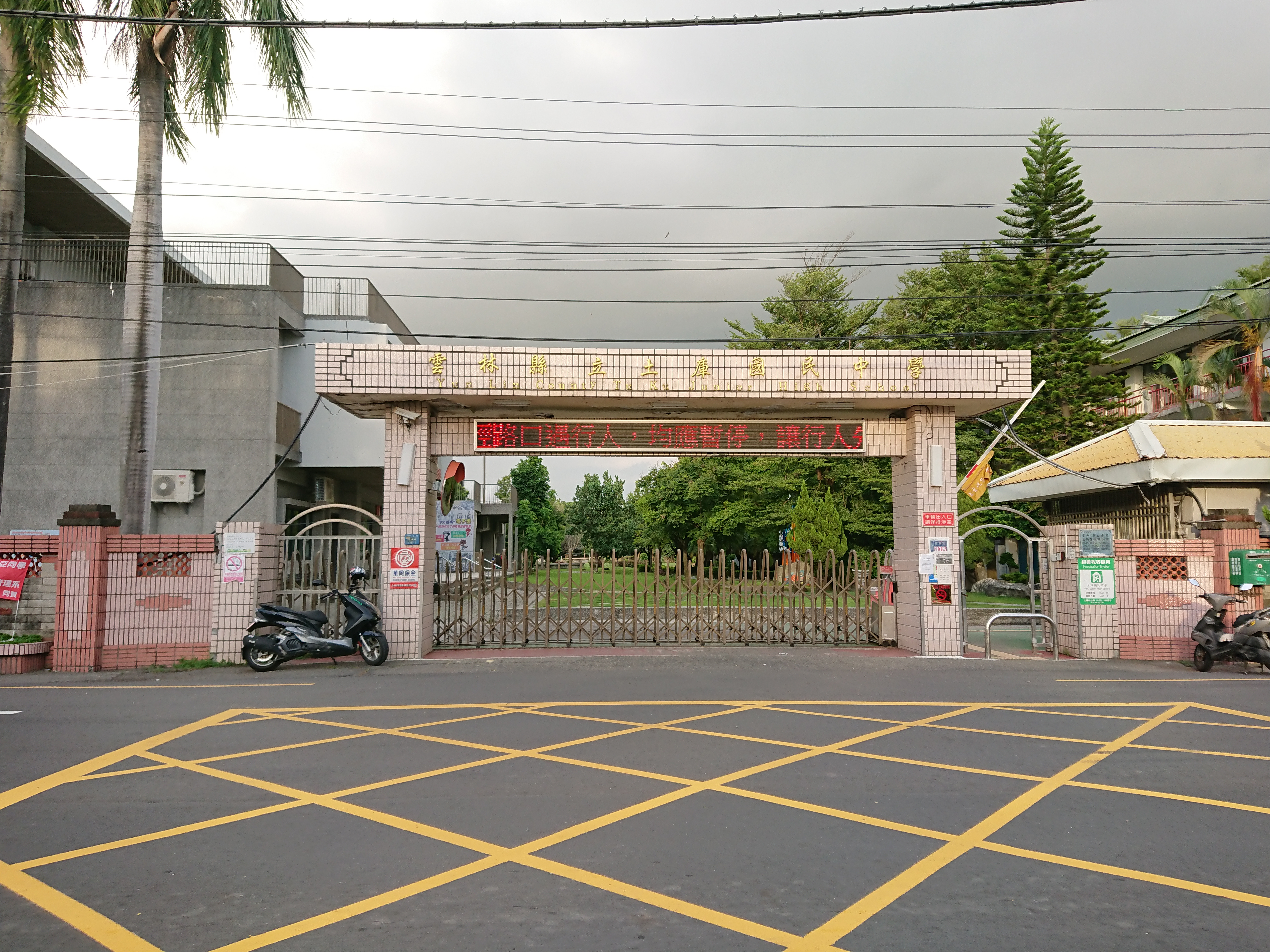
位於復興（番仔堀）的土庫國中
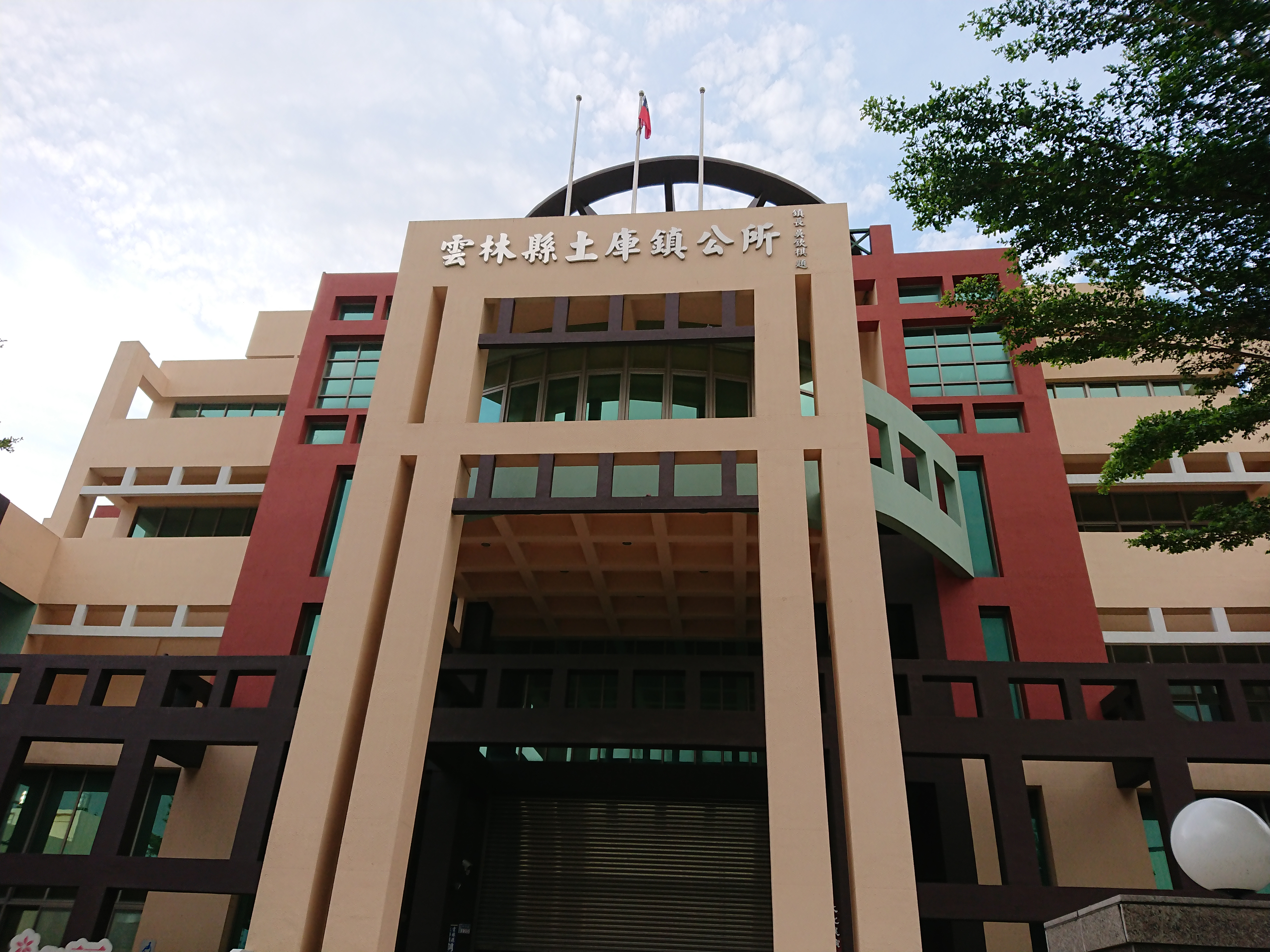
位於大菜園的土庫鎮公所
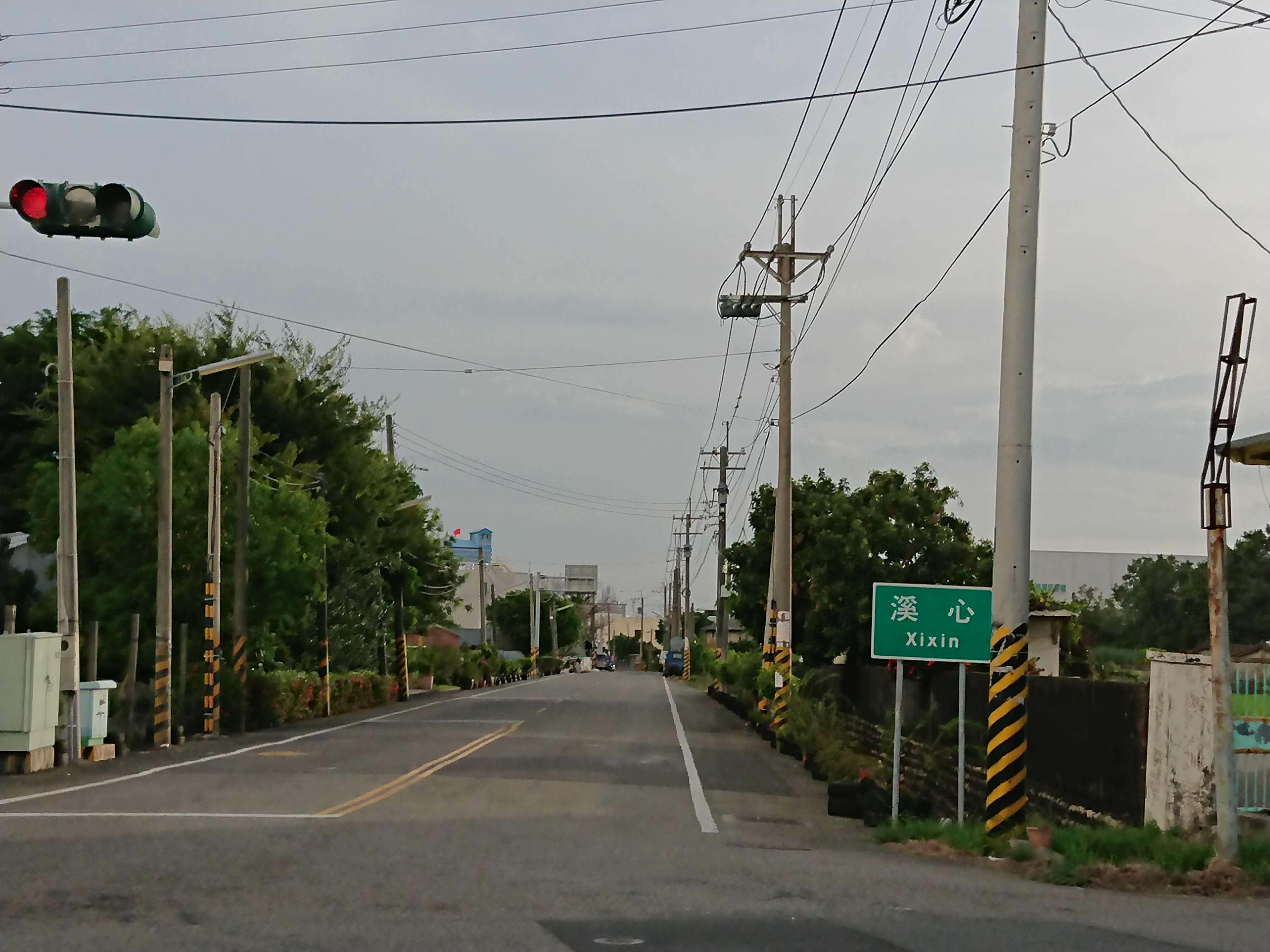
頂溪心的溪心地名牌
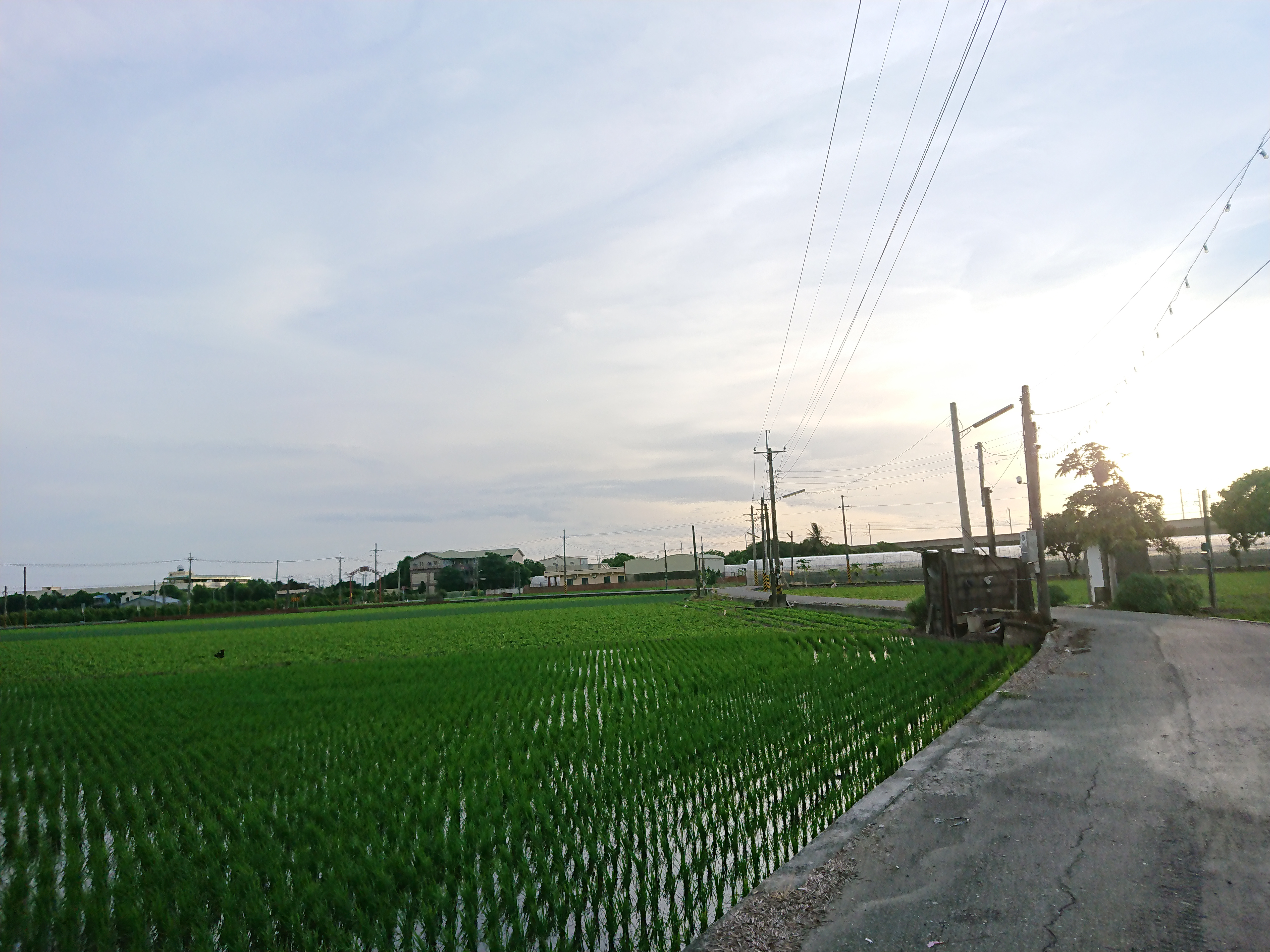
遠眺小竹圍全庄